# Pomnik Zesłańcom Sybiru we Wrocławiu
Pomnik Zesłańcom Sybiru we Wrocławiu — pomnik według projektu artysty rzeźbiarza Jarosława Perszko w ścisłej współpracy artystycznej z inżynierem architektem Czesławem Bieleckim wzniesiony we Wrocławiu na Skwerze Sybiraków obok placu Strzeleckiego. Sylwetka pomnika o wysokości 12 metrów przedstawia Krzyż łaciński przebijający mur.
Pomnik został poświęcony 20 września 2000 r., (w sześćdziesiątą rocznicę pierwszej deportacji Polaków do Związku Radzieckiego) przez kardynała Henryka Gulbinowicza – arcybiskupa wrocławskiego, w asyście ks. biskupa Tadeusza Rybaka – ordynariusza legnickiego.
Dwa kamienie węgielne, poświęcone przez papieża Jana Pawła II w 1997 r., zostały umieszczone w mensie ołtarza polowego przed pomnikiem.
Obok pomnika umieszczono dwa czworoboczne bloki z czarnego granitu, na których wyryto napis:
Pomnik ten wznieśli Sybiracy i Rodacy 
Pamięci wszystkich zesłańców i ofiar
Ku przestrodze przyszłych pokoleń
Wdzięczni Bogu za ocalenie i powrót
Z nieludzkiej ziemi – sowieckiego piekła
 Wrocław Wrzesień 2000 r.